# Johannes de Castellione
Johannes de Castellione war ein Minderbruder, der um 1272/1273 in Paris hunderte Predigten hielt. Die Sammlungen seiner Predigten sind in etwa dreißig Handschriften überliefert.
Giovanni Giacinto Sbaraglia (1687–1764) vermutete, Johannes de Castellione könnte mit einem Ende des 13. Jahrhunderts in Italien tätigen Inquisitor identisch gewesen sein.